# 依田郁子

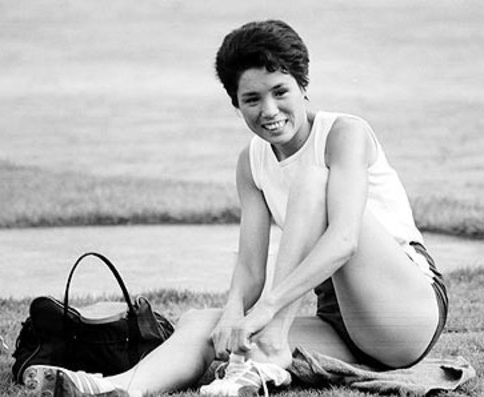
依田郁子、1964年

依田 郁子（よだ いくこ、1938年9月30日 - 1983年10月14日）は、日本の陸上競技選手。専門は短距離走・ハードル競走。女子80mハードルの元日本記録保持者で、1964年東京オリンピック日本代表として同種目で入賞を果たした。
長野県小県郡丸子町（現・上田市）出身。長野県上田染谷丘高等学校卒業。結婚後の姓名は宮丸 郁子（みやまる いくこ）。

## 生涯
中学3年生のとき肋膜炎と肺炎にかかり上田染谷丘高校の受験に失敗、同校の定時制に入るが翌1955年に再受験して全日制に入学した。同校は当時バスケットボールの強豪で身体能力を見込まれた依田はバスケット部の勧誘を受けるも、「私は個人主義だからバスケは向かない」と陸上部に入部する。高校1年の時に全国高校陸上大会の200mに出場した。その冬、陸上部の指導教員からハードルの練習を指示されて転向する。これは80mハードルならエントリーが少ないという指導教員の考えによるものであった。2年生のときから全国高校陸上大会の女子80mハードル部門で2年連続して優勝。これにより、陸上界から依田は「ホープ」として注目されることとなった。
高校卒業後はリッカーミシンに入社、往年の名スプリンターである吉岡隆徳の指導を受けた。しかし、1960年ローマオリンピックの代表選考には漏れ、陸上選手団が帰国するという日に相模湖で睡眠薬による自殺を図ったが未遂に終わった。その後実力をつけて、女子80mハードルの日本記録を12回も塗り替えた。また、100mでも日本陸上競技選手権大会に2度優勝している。
1964年東京オリンピックで依田は80mハードルの日本代表として出場し、5位入賞を果たした。なお日本の女子陸上競技史上、オリンピック短距離個人種目での決勝進出者はこの時の依田のみである。東京オリンピック後に現役を引退し、1965年に宮丸凱史と結婚した。スポーツニッポン記者だった安田矩明（ローマオリンピックの棒高跳代表）が、大学（東京教育大学）陸上部の後輩だった宮丸を依田に紹介して交際が始まり、結婚に至った。
1972年から1976年まで東京都町田市教育委員を務めた。
引退後も依田は東京女子体育大学にて後進の指導に当たっていたが、1983年に自宅にて自ら命を絶った。45歳だった。自殺の理由は遺書を残していないため、知ることができない。依田はこの年5月に右膝の膝内症により筑波大学附属病院に入院、手術を受けたが手術中に麻酔のショックが起きて手術は中断し、結局手術は完了しないまま2か月入院して退院していた。亡くなる直前まで普通に家事もこなしていたが、家族ですら鎮痛剤を所持していたことを死亡するまで知らなかったという。

## 人物

### 性格
没後の取材に対し、リッカー時代の同僚や親族はリッカー時代以降の依田が自分にも他人にも厳しく、きわめて真面目で几帳面であったことを証言している。依田の自殺後に前記の安田矩明は「生真面目だったのがよくなかったのかなあ」とよく口にしたと、安田の妻は話している。
マスコミの取材を嫌い、安田矩明はその中で「一目置く」存在だった。

### スタート時の「奇行」
依田はスタートする前に独特の"儀式"（ルーティーン）を必ず行うことで知られていた。サロメチールを全身に塗りたくる、唾を手に吐き、これも全身に塗りたくる、後転倒立を行う、など、ともすれば奇行とも思えるような行動であるが、依田はこれらの行動により集中力を高めていたのである。
小林秀雄は『オリンピックのテレビ』というエッセイでスタート数十分前から延々と映し出されたこの動きに小林の独特の観察批評を加えている。
市川崑が監督した東京オリンピックの記録映画でも、80mハードル決勝の場面で依田のこの仕草の一部を見ることができる。
このほか、全国高校陸上大会に初めて出場した際、スタート前に生卵10個を飲みその後も「験担ぎ」といってレース時には実行していた。